# Lawrence Funderburke
Lawrence Funderburke, né le 15 décembre 1970 à Columbus, dans l'Ohio, est un ancien joueur américain de basket-ball. Il évoluait au poste d'ailier fort.